# Federico Jourdan
Federico Jourdan (Santa Fe, Provincia de Santa Fe, Argentina, 13 de enero de 1991) es un futbolista argentino. Juega de mediocampista por izquierda y actualmente se encuentra en Colón de Santa Fe, de la Primera Nacional.

## Trayectoria
Su primer equipo fue Colón, también se desempeñó en Sportivo Las Parejas del Torneo Federal A de Argentina. Durante la temporada 2019-2020 jugó en el club Sol de América de la Primera División de Paraguay.

## Clubes
| Club                   | País      | Año         |
| ---------------------- | --------- | ----------- |
| Colón                  | Argentina | 2012 - 2014 |
| San Jorge de Tucumán   | Argentina | 2014 - 2015 |
| Colón                  | Argentina | 2015        |
| Guaraní Antonio Franco | Argentina | 2016        |
| Sportivo Las Parejas   | Argentina | 2016 - 2017 |
| Villa Dálmine          | Argentina | 2017 - 2018 |
| Sol de América         | Paraguay  | 2019 - 2020 |
| Deportivo Cuenca       | Ecuador   | 2021        |
| San Martín de Tucumán  | Argentina | 2022        |
| Central Córdoba (SdE)  | Argentina | 2023        |
| Colón                  | Argentina | 2024        |

## Estadísticas

### Clubes
Actualizado de acuerdo al último partido jugado el 13 de julio de 2025.
| Club                             | Div.          | Temporada     | Liga  | Liga  | Liga   | Copas nacionales | Copas nacionales | Copas nacionales | Torneos internacionales | Torneos internacionales | Torneos internacionales | Total | Total | Total  |
| Club                             | Div.          | Temporada     | Part. | Goles | Asist. | Part.            | Goles            | Asist.           | Part.                   | Goles                   | Asist.                  | Part. | Goles | Asist. |
| -------------------------------- | ------------- | ------------- | ----- | ----- | ------ | ---------------- | ---------------- | ---------------- | ----------------------- | ----------------------- | ----------------------- | ----- | ----- | ------ |
| C. A. Colón Argentina            | 1.ª           | 2011-12       | 1     | 0     | 0      | —                | —                | —                | —                       | —                       | —                       | 1     | 0     | 0      |
| C. A. Colón Argentina            | 1.ª           | 2012-13       | 1     | 0     | 0      | —                | —                | —                | —                       | —                       | —                       | 1     | 0     | 0      |
| C. A. Colón Argentina            | 1.ª           | 2013-14       | 2     | 0     | 0      | —                | —                | —                | —                       | —                       | —                       | 2     | 0     | 0      |
| C. A. Colón Argentina            | 1.ª           | 2015          | 1     | 0     | 0      | —                | —                | —                | —                       | —                       | —                       | 1     | 0     | 0      |
| C. S. y D. San Jorge Argentina   | 3.ª           | 2014-15       | 5     | 0     | 0      | 1                | 0                | 0                | —                       | —                       | —                       | 6     | 0     | 0      |
| C. S. y D. San Jorge Argentina   | Total club    | Total club    | 5     | 0     | 0      | 1                | 0                | 0                | 0                       | 0                       | 0                       | 6     | 0     | 0      |
| Guaraní Antonio Franco Argentina | 3.ª           | 2016          | 7     | 0     | 0      | —                | —                | —                | —                       | —                       | —                       | 7     | 0     | 0      |
| Guaraní Antonio Franco Argentina | Total club    | Total club    | 7     | 0     | 0      | 0                | 0                | 0                | 0                       | 0                       | 0                       | 7     | 0     | 0      |
| Sportivo Las Parejas Argentina   | 3.ª           | 2016-17       | 15    | 4     | 4      | 3                | 2                | 0                | —                       | —                       | —                       | 18    | 6     | 4      |
| Sportivo Las Parejas Argentina   | Total club    | Total club    | 15    | 4     | 4      | 3                | 2                | 0                | 0                       | 0                       | 0                       | 18    | 6     | 4      |
| Villa Dálmine Argentina          | 2.ª           | 2017-18       | 24    | 1     | 1      | —                | —                | —                | —                       | —                       | —                       | 24    | 1     | 1      |
| Villa Dálmine Argentina          | 2.ª           | 2018-19       | 13    | 3     | 0      | 2                | 0                | 0                | —                       | —                       | —                       | 15    | 3     | 0      |
| Villa Dálmine Argentina          | Total club    | Total club    | 37    | 4     | 1      | 2                | 0                | 0                | 0                       | 0                       | 0                       | 39    | 4     | 1      |
| Sol de América Paraguay          | 1.ª           | 2019          | 36    | 10    | 7      | —                | —                | —                | 4                       | 0                       | 0                       | 40    | 10    | 7      |
| Sol de América Paraguay          | 1.ª           | 2020          | 21    | 2     | 2      | —                | —                | —                | 3                       | 0                       | 0                       | 24    | 2     | 2      |
| Sol de América Paraguay          | Total club    | Total club    | 57    | 12    | 9      | 0                | 0                | 0                | 7                       | 0                       | 0                       | 64    | 12    | 9      |
| Deportivo Cuenca · Ecuador       | 1.ª           | 2021          | 24    | 3     | 2      | —                | —                | —                | —                       | —                       | —                       | 24    | 3     | 2      |
| Deportivo Cuenca · Ecuador       | Total club    | Total club    | 24    | 3     | 2      | 0                | 0                | 0                | 0                       | 0                       | 0                       | 24    | 3     | 2      |
| San Martín (T) Argentina         | 2.ª           | 2022          | 37    | 5     | 5      | 1                | 0                | 0                | —                       | —                       | —                       | 38    | 5     | 5      |
| San Martín (T) Argentina         | Total club    | Total club    | 37    | 5     | 5      | 1                | 0                | 0                | 0                       | 0                       | 0                       | 38    | 5     | 5      |
| Central Córdoba (SdE) Argentina  | 1.ª           | 2023          | 12    | 0     | 0      | 9                | 1                | 2                | —                       | —                       | —                       | 21    | 1     | 2      |
| Central Córdoba (SdE) Argentina  | Total club    | Total club    | 12    | 0     | 0      | 9                | 1                | 2                | 0                       | 0                       | 0                       | 21    | 1     | 2      |
| C. A. Colón Argentina            | 2.ª           | 2024          | 35    | 6     | 4      | 2                | 0                | 0                | —                       | —                       | —                       | 37    | 6     | 4      |
| C. A. Colón Argentina            | 2.ª           | 2025          | 18    | 3     | 0      | 1                | 0                | 0                | —                       | —                       | —                       | 19    | 3     | 0      |
| C. A. Colón Argentina            | Total club    | Total club    | 58    | 9     | 4      | 3                | 0                | 0                | 0                       | 0                       | 0                       | 61    | 9     | 4      |
| Total carrera                    | Total carrera | Total carrera | 252   | 37    | 25     | 19               | 3                | 2                | 7                       | 0                       | 0                       | 278   | 40    | 27     |
| 1. 2. 3.                         |               |               |       |       |        |                  |                  |                  |                         |                         |                         |       |       |        |